# کارشناسی ارشد پزشکی
کارشناسی ارشد پزشکی (MMed) یک مدرک بالینی حرفه ای در مقطع کارشناسی ارشد است که توسط دانشکده‌های پزشکی در برخی از کشورها به افراد پس از یک دوره آموزش، حضور بر روتیشن‌های بالینی و معاینه اعطا می‌شود. دریافت این مدرک معمولاً سه سال طول می‌کشد، اما ممکن است در برخی کشورها تا چهار سال نیز طول بکشد.
مدرک کارشناسی ارشد پزشکی در کشورهایی همچون استرالیا، مالزی، سنگاپور، کنیا و تایوان مورد قبول است.